# Wesley Sulzberger
Wesley Sulzberger (* 20. Oktober 1986, Beaconsfield, Tasmanien) ist ein ehemaliger australischer Radrennfahrer.

## Sportliche Laufbahn
Wesley Sulzberger begann seine Karriere 2006 bei dem australischen Continental Team Southaustralia.com-AIS. In seiner ersten Saison wurde er beim GP Cycliste de Beauce einmal Etappenzweiter. Im September gewann er eine Etappe bei der Hokkaido-Rundfahrt und beendete das Rennen auf dem sechsten Rang der Gesamtwertung. In der Endwertung der UCI Oceania Tour 2006 belegte Sulzberger den siebten Platz. 2008 und 2009 entschied er jeweils eine Etappe des Giro delle Regioni, der Tour of Japan und von Paris–Corrèze für sich. 2010 gewann er den * Grand Prix de Plumelec-Morbihan. 2016 entschied er eine Etappe und die Punktewertung der Tour de Filipinas für sich sowie die Bergwertung der Tour de Kumano. Ende der Saison beendete er seine Radsportlaufbahn.
Seine Geschwister Bernard und Grace waren ebenfalls als Radrennfahrer aktiv.

## Erfolge
2007
- Australischer Meister – Straßenrennen (U23)
- U23-Weltmeisterschaft – Straßenrennen
- eine Etappe Herald Sun Tour

2008
- eine Etappe Giro delle Regioni
- eine Etappe Tour of Japan

2009
- eine Etappe Paris–Corrèze

2010
- Grand Prix de Plumelec-Morbihan

2016
- eine Etappe und Punktewertung Le Tour de Filipinas
- Bergwertung Tour de Kumano

## Grand-Tour-Platzierungen
| Grand Tour            | 2009 | 2010 | 2011 | 2012 | 2013 |
| --------------------- | ---- | ---- | ---- | ---- | ---- |
| Giro d’ItaliaGiro     | –    | –    | –    | –    | –    |
| Tour de FranceTour    | –    | 149  | –    | –    | –    |
| Vuelta a EspañaVuelta | 117  | –    | –    | 145  | DNF  |

## Teams
- 2006 Southaustralia.com-AIS
- 2007 Southaustralia.com-AIS
- 2008 Southaustralia.com-AIS
- 2008 Française des Jeux (Stagiaire)
- 2009 Française des Jeux
- 2010 Française des Jeux
- 2011 FDJ
- 2012 Orica GreenEdge
- 2013 Orica GreenEdge
- 2014 Drapac Professional Cycling
- 2015 Navitas Satalyst Racing Team
- 2016 Kinan Cycling Team